# (37607) Regineolsen
(37607) Regineolsen est un astéroïde de la ceinture principale.

## Description
(37607) Regineolsen est un astéroïde de la ceinture principale. Il fut découvert le 2 septembre 1992 à La Silla par Eric Walter Elst. Il présente une orbite caractérisée par un demi-grand axe de 2,36 UA, une excentricité de 0,20 et une inclinaison de 5,9° par rapport à l'écliptique.

## Compléments